# Dancing Barefoot (film)
Dancing Barefoot je český film z roku 1995, který natočil režisér Zdeněk Suchý. Hlavním tématem dokumentu je hudebník Ivan Král, který v šedesátých letech odešel do Spojených států amerických, kde spolupracoval s hudebníky, jakými byli například John Cale, Iggy Pop, ale hlavně zpěvačka Patti Smith. Všichni tři ve filmu také vystupují, dále zde jsou například Debbie Harry (ze skupiny Blondie), Johnny Ramone (Ramones), Tina Weymouth (Talking Heads) či spoluhráči ze skupiny Patti Smith Group, kytarista Lenny Kaye a bubeník Jay Dee Daugherty. Ve filmu byly také použity archivní záběry ze sedmdesátých až devadesátých let. Svůj název film dostal podle stejnojmenné písně, kterou Král napsal společně s Patti Smith.